# 준가르
준가르(몽골어: ᠵᠡᠭᠦᠨ ᠭᠠᠷ  Jegün γar, 몽골어: Зүүнгарын, 중국어 간체자: 准噶尔, 정체자: 準噶爾, 티베트어: ཛེ་གུན་གར།།, 위구르어: جوڭغار Jongƣar, 만주어: ᠵᡠᠩᠠᡵ Jungar, 영어: Dzungar Khanate, Zunghar Khanate)는 서몽골 지역의 오이라트 출신의 부족연합체이다. 영토는 후대의 서부 몽골에서 티베트 서북부 지방이었다. 17세기~18세기에 걸쳐 오이라트의 주도권을 잡아, 이리 지방을 본거지로 하는 마지막 유목제국을 건설했다.

## 칸국이라는 잘못된 명칭
1964년 소련의 И.Я.즐라트킨(И.Я.Златкин)이 저술한 《준가르 칸국의 역사(История Джунгарского ханства)》를 시작으로 준가르를 칸국으로 하는 예가 많은데 이는 잘못이다. 달라이 라마에게 '칸' 칭호를 받은 갈단은 예외였지만, 체왕 아랍탄과 그의 후계자들은 모두 '칸'이라는 칭호를 취하지 않았고 공식 명칭은 '콩타이지'였다. 콩타이지는 당시 몽골 초원이서는 칸 다음의 2인자를 가리키던 명칭이었다. 러시아인들도 준가르 군주를 '콘타이샤'(контайша)라고 불렀다. 따라서 칭기스 칸의 일족이 아니므로 군주들이 대부분 '칸'을 칭하지 않았던 준가르를 '준가르 칸국'이라 일컫는 것은 적절치 않다.

## 어원
준가르는 몽골어로 왼손, 좌익을 뜻하는 제군가르(몽골어: ᠵᠡᠭᠦᠨ ᠭᠠᠷ Jegün-γar)에서 왔다. 전통적인 유목국가는 남면하여 중앙(몽골어: ᠳᠤᠮᠳᠠ Dumda), 우익(右翼, 몽골어: ᠪᠴᠷᠴᠭᠤᠨ ᠭᠠᠷ baraγun-γar), 좌익의 3부 구조를 취하고 있으며, 오이라트를 이루는 호쇼트, 초로스, 토르구트, 두르베트 중에 두르베트 정권에 있어 좌익(동방)을 담당하고 있던 자들이 '준가르'라고 불리게 되었다.

## 역사

### 기원
가완쟈라브의 『서오이라트의 역사』에 따르면, 「도르베트, 준가르의 일족은 하늘로부터 나왔다. 죠르고(관管)의 생김새를 한 나무 아래에 어린아이가 있어 그 수액을 마시고 자랐으며, 그 자손을 조로스라 했다」고 되어 있는데, 위구르의 탄생설화와도 유사한 데서 위구르의 후예로 여겨지나, 그 거주지로 미루어 생각할 때 나이만 족의 후예로 추정된다. 준가르의 계보에 따르면 15세기에 몽골고원의 패권을 쥐었던 오이라트의 토곤 타이시, 에센 칸의 후예로 되어 있다.
1619년경, 몽골의 알탄 칸은 당시 러시아의 차르에게 사절을 보내어, 「칼무이크의 카라쿠라 타이샤가 몽골과 러시아 사이에 끼어 사절의 왕래를 방해하고 있으니 이들 부족을 양쪽에서 협공하자」고 제의했다. 「칼무이크」란 투르크어로 「흘러든 사람들」이라는 뜻의 「칼마크(qalmāk)」를 러시아측에서 읽은 발음이며 서쪽에 살던 투르크인들의 입장에서 이슬람으로 개종하지 않았던 동쪽의 오이라트를 가리켜 부르던 말이었다. 「카라쿠라 타이샤」는 준가르부의 시조인 「하라후라」를 가리킨다. 알탄 칸의 제안은 모스크바 당국으로부터 각하되었지만, 1620년경 알탄 칸은 오이라트의 토르그부와 준가르부의 침공을 자력으로 격퇴하였다. 이때 준가르부의 수장이었던 하라후라는 처자를 잃고 다른 오이라트 부족들과 함께 러시아령 시베리아에 피신했다.

### 바토르와 갈단 칸
1636년 오이라트의 호쇼트부의 수장 토우르바이흐는 티베트 불교의 겔룩파의 요청을 받아들여, 칭하이에서 활동하던 카르마파의 죠크토 홍타이지를 토벌했다. 이듬해 죠크토 홍타이지를 섬멸한 토우르바이흐는 달라이 라마 5세로부터 「지교법왕(持敎法王)」의 칭호를 받았고, 그시 노민 한(국사법왕)이 되었으며, 칭하이 원정에 동행했던 준가르 부의 수장 호토고친에게 「바토르 홍타이지」의 칭호를 하사하여 중앙아시아의 오이라트를 맡기고, 그 자신은 티베트를 통일하여 티베트 왕의 자리에 올랐다(1642년).
중앙아시아의 오이라트 제부의 맹주가 된 바토르 홍타이지는 러시아와 빈번하게 사절을 교환하고 교역을 행했고, 러시아 사료에서도 그의 이름이 자주 등장하고 있다.
바토르 홍타이지는 1653년에 사망하고, 아들 센게가 백성 절반을 상속받아 뒤를 이었다. 그러나 센게의 이복 형들이 이를 원망하여 상속 분쟁이 발생했고, 센게는 1670년에 살해되었다. 이때 센게의 동생 갈단은 13세 때부터 티베트에 유학 중이었는데, 10년의 유학을 마치고 귀국한 그는 형의 원수를 갚고 준가르부의 수장이 되었다. 1671년 달라이 라마 5세는 준가르부를 평정한 갈단에게 「홍타이지」라는 칭호를 주었다. 1675년 갈단은 장인이자 호쇼트부의 수장이었던 오치르투 칸과 충돌하여 이듬해 오치르투 칸을 포로로 잡았다. 이로서 그때까지 오이라트부 연합의 맹주는 호쇼트부가 아닌 준가르부가 차지하게 되었으며, 달라이 라마 5세로부터 거듭 「지교수명왕(持敎受命王)」의 칭호를 받고 겔룩파의 옹호자로서 오이라트 전 부족의 칸으로 인정받았다(준가르부에서 칸의 자리에 오른 것은 갈단이 처음이자 마지막이었다).
1678년 갈단 호쇼쿠트 칸은 하미와 투루판을 정복하고 1680년에는 카슈가르, 야르칸드, 호탄과 같은 오아시스 도시들을 정복, 타림 분지를 지배하던 모굴리스탄의 칸과 흑산당(카라 타구르크, 이스하키야)의 호쟈를 이리에 유폐한다. 갈단은 흑산당과 대립하던 백산당(아크 타구르크, 아파기야)의 호쟈를 야르칸드에 두고 해마다 막대한 공납을 징수하였다. 1681년 이후에는 서방 원정에도 착수하여 카자흐 초원의 카자흐인과 키르기스인을 공격했으며, 1684년에는 타슈겐트와 사이람을 점령하고 1685년에는 안디잔으로도 원정하였다.

### 청과의 전쟁과 처왕아라부단
1688년, 갈단 칸은 앞서 갈단의 동생을 죽인 할하 좌익부의 투시예투 칸을 치기 위해 동몽골(외몽골)의 할하부를 그들의 내분을 틈타 침공하기 시작했다. 갈단은 요격에 나선 투시예투 칸을 쳐부수고 불교 사원 에르데니 주와 그 좌익의 체첸 칸을 쳐서 그 땅을 약탈하였다. 투시예투 칸과 그 동생 제브슌단바 호토크토 1세는 남쪽으로 내몽골로 달아나, 강희제에게 비호를 요청했고, 청은 두 사람의 신병 인도를 요구하는 갈단 칸의 요구를 거절했다.
남쪽으로 진군하던 갈단은 1690년 9월, 베이징 북쪽 300 km 떨어진 울란 부통(지금의 랴오닝 성 츠펑 시)에서 청군과 충돌하였다. 그러나 러시아제 대포를 장비하고 있었던 준가르군은 이를 수습조차 하지 못한 채 막북으로 물러났고, 1693년에는 하미의 달한베크, 압도알라 등이 준가르의 착취에 반발하여 청에 접근하였다. 또한 할하부 투시예투 칸 등이 강희제에게 신종을 맹세하면서 몽골족은 모두 청의 지배하에 놓이게 되었고, 마침내 할하부의 옛 땅을 탈환한다는 명분을 얻은 강희제는 1696년 준가르 친정을 실시, 자오 모도(昭莫多)에서 갈단 칸을 쳐부수었다. 패주하던 갈단 칸은 1697년 4월 4일에 알타이 산맥 북쪽의 콥트에서 병사하고, 갈단 칸의 아들 단지라가 하미로 망명했지만 압도알라에게 붙들려 청으로 압송되면서, 이듬해 하미 지구는 청의 판도하에 놓이게 되었다.
앞서 1694년 달라이 라마 5세로부터 에르데니 죠릭토 홍타이지의 칭호와 철의 국화가 새겨진 인장을 받은 체왕 랍단이 갈단의 뒤를 이어 정식으로 준가르부의 수장이 되었다. 체왕 랍단은 카자흐 초원이나 중앙아시아의 오아시스를 침략하는 한편 청과 일시적으로 우호적인 관계를 맺지만, 1715년에 하미, 투루판에서 충돌이 일어난 이후 다시 양자는 전쟁 상태가 되었다. 체왕 랍단의 통치 아래서 중가르는 러시아를 통해 공업화도 진행되었는데, 러시아와의 대북방전쟁에서 포로로 잡힌 스웨덴인 포병 사관 요한 구스타프 레나트가 이리에서 1732년까지 준가르의 군사 기술 공여에 종사하고 있었다. 1715년 체왕 랍단은 하미를 습격하지만 실패했고, 이를 추격한 청군은 이듬해 1716년, 둔황, 하미, 발리쿠르에 둔전을 두었다.
이때에 티베트는 달라이 라마 5세의 사후 달라이 라마 6세의 난립이 일어나 혼란에 빠져 있었다. 그런 가운데 칭하이 호쇼트부의 장으로 티베트 왕이었던 라짱 칸의 권위가 무너지고, 그에 대한 티베트인과 칭하이 호쇼트부 영주들의 반감이 늘어 갔다. 이를 이용해 체왕 랍단은 1716년 장군 체링 돈둡에게 명하여 티베트를 침공, 이듬해 라싸를 점령하고 라짱 칸을 무찌르지만, 준가르군이 겔룩파 이외의 사찰을 파괴하고 승려들을 죽이는 것을 본 티베트인들은 준가르에 적의를 품게 되었다. 한편 강희제는 1720년 칭하이 쓰촨 성에서 티베트로 진군해 준가르군을 격파하고, 나아가 부강안(富康安), 하르탄(傳爾丹)의 두 장군을 시켜 투루판 침공을 개시했는데, 당시 체왕 랍단은 러시아와의 분쟁에 바빠 동부의 방위에는 소홀했다. 청군은 이듬해까지 비찬, 루크츈, 투루판 성을 함락시키고, 1722년에는 투루판에 둔전을 열었으며(이 해에 강희제는 병으로 붕어) 1723년 도노번한성(吐魯番漢城)을 쌓았다. 1725년 청과 준가르 사이에 강화가 이루어져 청군은 발리쿠르에서 철수하지만, 투르판의 위구르족은 준가르를 두려워하여 청으로의 이민을 신청했고 청은 이들을 숙주(粛州)로 이주시켰다.

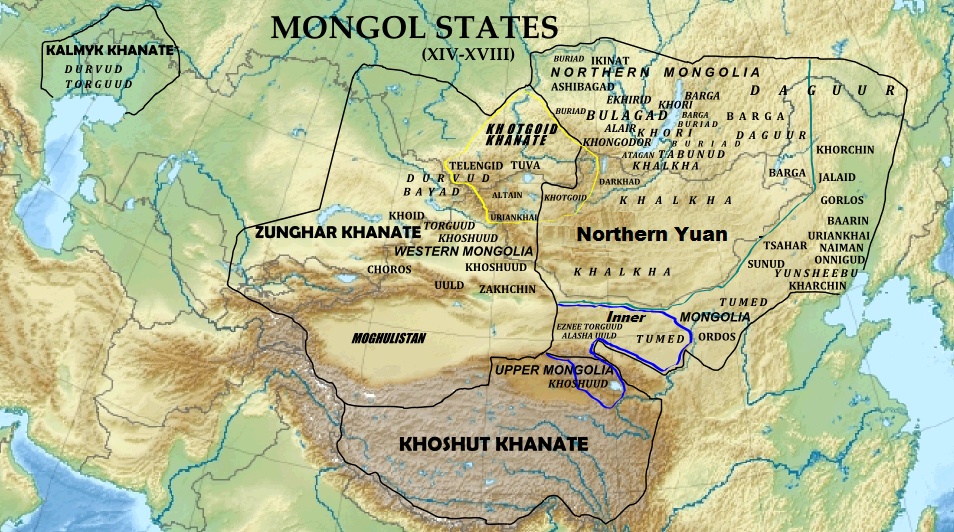
몽골은 17세기 국도를 따라 달린다. 북원, 준가르, 쾨케누르, 호스가덴, 칼미크인, 모굴리스탄 칸국

1727년 볼가강변에서 토구트부의 사절이 도착한 바로 뒤에, 체왕 랍단은 독살당한다. 체왕 랍단의 아들 갈단 체렝은 아버지의 독살 혐의로 새어머니를 처형하고 그 아들인 로브 산쇼노를 몰아낸 뒤, 준가르부의 수장으로 홍타이지의 자리에 올랐다. 갈단 체렝은 아버지의 유지를 이어 카자흐스탄 초원과 세르 강 유역, 페르가나, 바다흐샨으로 침공했다. 1731년에는 막북의 몽골고원에 침입해 보브도 서쪽에서 청군을 쳐부수고 할하 각지를 침범했다. 이듬해 준가르군은 다시 할하에 침입했지만 청의 친왕 단진도르지와 에프 체렝이 이끄는 할하군에게 대패했다. 1739년, 할하부와 오이라트 제부 사이에 경계가 확정되어 서로 알타이 산맥을 넘지 않겠다고 약속했다. 몽골고원을 영유하지는 못했지만 동방의 위협이 줄어든 준가르는 서쪽 공략에 힘을 쏟았고, 당시 세 개로 나뉘어 있던 카자흐 한국은 준가르의 침공에 시달리다 러시아 제국에 보호를 요청했다. 이로서 카자흐 초원으로의 준가르의 침입은 그쳤지만, 그 별동대는 중앙아시아의 타슈겐트와 투르키스탄을 점령하고 코칸트 한국에 침략해 바다흐샨 왕자를 잡아 이리로 압송했다.

### 준가르 멸망
1745년, 갈단 체렝이 죽자 중가르부 및 오이라트 부족 연합은 순식간에 분열되었다. 1750년에 아들 라마 다르자가 뒤를 이었지만, 서출의 이복형에게 유폐당하고 1752년에는 호이트부의 수장 암루사나에 의해 바토르 홍타이지의 현손인 다와치가 옹립되었다. 이듬해부터 도르베트부 등이 청에 투항했고, 1754년에는 다와치과 틀어진 아무르사나까지 청에 투항하였다. 청의 건륭제는 이 기회를 틈타 1755년 몽골족과 만주족으로 구성한 대군을 준가르로 진군시켜, 불과 100일만에 타림 분지에 진입, 다와치를 사로잡고 준가르를 멸망시켰다. 청조는 오이라트에 맞춰 귀속한 오이라트 사람들을 4부로 나누고 각 부마다 칸을 두기로 했다. 그러나 이에 불만을 품은 아무르사나가 홍타이지라 칭하면서 철의 국화 인장을 사용하고 청에 독립을 선언하며 반란을 일으켰다. 그 후 아무르사나는 청군의 추격을 받아 카자흐의 중부 쥬즈로 가지만, 얌이슈 호수에 도착했을 때 천연두가 발병해 토볼스크에서 죽었다. 그 후로도 준가르 잔당이 종종 청군을 공격하기도 했지만, 청군의 대대적인 소탕 과정에서 청군에 의해 천연두가 들어와 오이라트의 인구는 격감하고 특히 준가르인들은 거의 전멸하고 말았다.

## 같이 보기
- 중가리아